# مارتن جيروم
مارتن جيروم هو فلاح وسياسي كندي، ولد في 23 نوفمبر 1850، وتوفي في 22 يوليو 1936.